# گولمو سلو
گولمو سلو (به بلغاری: Golemo Selo) یک منطقهٔ مسکونی در بلغارستان است که در شهرستان بوبف دل واقع شده‌است.
 گولمو سلو ۱۵٫۱۲۴ کیلومتر مربع مساحت و ۵۷۶ نفر جمعیت دارد و ۵۰۸ متر بالاتر از سطح دریا واقع شده‌است.